# Engusanacantha
Engusanacantha là một chi bướm đêm thuộc họ Noctuidae.